# صنایع سنگین ساکائی
صنایع سنگین ساکائی، شرکت صنایع سنگین ژاپنی است، که در زمینه ساخت تجهیزات صنعتی، تجهیزات معدن، ماشین‌آلات راه‌سازی و ماشین‌آلات ساخت‌وساز به‌ویژه غلتک و اسکریپر فعالیت می‌کند. این شرکت در سال ۱۹۶۴ میلادی در شهر توکیو، ژاپن تأسیس شد.